# Armeria trojana
Armeria trojana är en triftväxtart som beskrevs av Bokhari och Pierre Ambrunaz Quézel. Armeria trojana ingår i släktet triftar, och familjen triftväxter. Inga underarter finns listade i Catalogue of Life.